# Torneio de tênis de Pequim

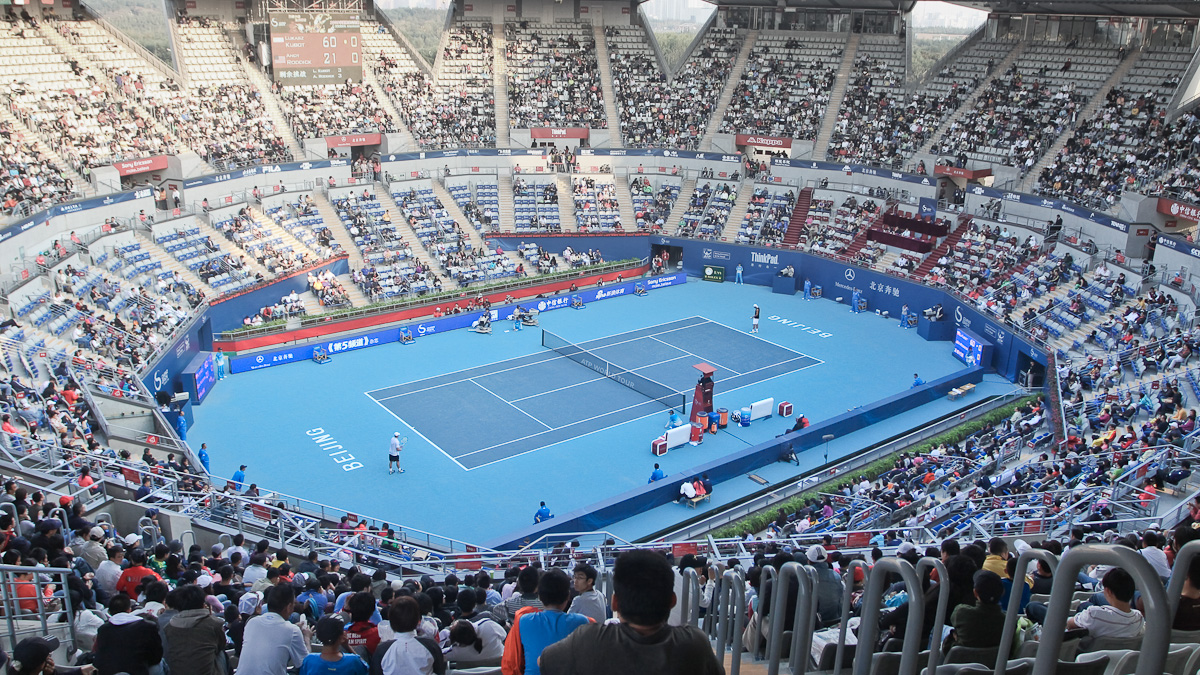

O torneio de tênis de Pequim compreende os eventos profissionais de tênis que acontecem ou aconteceram em Pequim, na China. No calendário de elite, foi combinado masculino e feminino até 2019.
Atualmente, possui o nome comercial de China Open e recebe os seguintes torneios, que ocorrem em semanas distintas:
Os torneios recebidos foram:
- ATP de Pequim, torneio masculino organizado pela Associação de Tenistas Profissionais, na categoria ATP 500;
- WTA de Pequim, torneio feminino organizado pela Associação de Tênis Feminino, na categoria WTA 1000.